# ریچموند هایتس (اوهایو)
ریچموند هایتس(به انگلیسی: Richmond Heights) شهری در ایالت اوهایو کشور ایالات متحده آمریکا است که جمعیت آن در سرشماری سال ۲۰۱۰ میلادی، ۱۰٬۵۴۶ نفر بوده‌است.